# 红花荷属
红花荷属（学名：Rhodoleia）是金缕梅科下的一个属，为常绿灌木至小乔木植物。该属共有9种，分布于亚洲热带地区。

## 下属物种
- 红花荷 （Rhodoleia championii）
- 绒毛红花荷 （Rhodoleia forrestii）
- 显脉红花荷 （Rhodoleia henryi）
- 大果红花荷 （Rhodoleia macrocarpa）
- 小花红花荷 （Rhodoleia parvipetala）
- 窄瓣红花荷 （Rhodoleia stenopetala）